# Josef Fink (Theologe)
Josef Fink (* 11. Dezember 1941 in Ebersdorf bei Poppendorf in der Steiermark; † 29. November 1999 in Graz) war ein österreichischer Theologe, Künstler, Drehbuchautor, Fotograf, Autor zahlreicher Zeitungskolumnen und Gründer und langjähriger Rektor des Kulturzentrums bei den Minoriten in Graz.

## Lebenslauf
Josef Fink wurde als zweites von vier Kindern am 11. Dezember 1941 im oststeirischen Ebersdorf geboren. 1961 trat er in das Priesterseminar in Graz ein. Bereits in dieser Zeit entstanden zahlreiche Ölbilder, Monotypien und Grafiken mit religiöser Thematik. Am 10. Juli 1966 wurde er zum Priester geweiht. Fink war von September 1966 bis 1968 als Kaplan in Irdning in der Obersteiermark tätig. Von 1968 bis 1970 war Fink Kaplan in Deutschlandsberg. Dort begann er auch seine journalistischen Arbeiten bei der Weststeirische Rundschau, einem Regionalblatt, später für die Kleine Zeitung und die Jugendzeitschrift Die Wende. 1970 erbat er sich eine Freistellung von seinen priesterlichen Tätigkeiten, um ein Studium an der Akademie für angewandte Kunst absolvieren zu können, die ihm von Bischof Johann Weber für zwei Jahre gewährt wurde. Von September 1972 bis 1975 war Fink dann Kaplan in Graz Kalvarienberg. 1974 gestaltete er im Bildungshaus Mariatrost die Hauskapelle.

Am 4. November 1975 wurde er mit der Gründung des Kulturzentrums bei den Minoriten beauftragt. Gemeinsam mit dem Kulturjournalisten Harald Seuter als weltlichem Leiter leitete er das Kulturzentrum 20 Jahre lang. Im April 1976 wurde sein erster Film Das Kreuz ist kein Zierrat im Fernsehen (ORF) ausgestrahlt. Zwei Jahre später lernte er den Filmemacher Jos Rosenthal kennen, mit dem er in den nächsten zehn Jahren über 20 weitere Filme drehte. Bei Dreharbeiten im Negev entdeckte Fink 1979 verwitterte nabatäische Schriftzeichen, die eine radikale Zäsur in seinem künstlerischen Werk bewirkten. 1984 gestaltete Fink die Kapelle des Behindertenzentrums im Hirtenkloster. Im selben Jahr wurde er zum Mitglied der Diözesankommission für Liturgie berufen und damit Mitentscheider für Sakralkunst in der steirischen Diözese. 1991 hielt er das erste Mal eine Künstlerklausur in Israel ab. Aus Anlass seines 50. Geburtstags erhielt er Ende des Jahres eine große Werkschau im Stadtmuseum Graz. Auf der Meditation '96, die eine Annäherung an die Stadt Jerusalem versuchte, holte er sich durch die wund gelaufenen Füße eine Infektion, die nicht fachgerecht behandelt wurde. Ende des Jahres musste er sich aufgrund dieser Infektion zwei Zehen amputieren lassen. Im Laufe des Jahres 1997 verschlechterte sich sein Zustand zunehmend, um den Jahreswechsel 1998 wurde sein Zustand lebensbedrohlich, und es wurden ihm beide Unterschenkel amputiert.  1999 fertigte er sein spätes Hauptwerk an: Jerusalem ist eine Hafenstadt am Ufer der Ewigkeit. In der Nacht des 29. November 1999 starb Josef Fink.

## Ausstellungen
- 2011: aus Anlass seines 70. Geburtstags im Greith-Haus[2]

## Werke (Auszug)

### Veröffentlichungen
- Haut-nah; Kulturzentrum bei den Minoriten, Graz 1999.
- Zwischen allen Stühlen; Weishaupt, Gnas 2000, 1. Aufl.
- Gott ist jung; Weishaupt, Gnas 1999, 1. Aufl.
- Auf Sendung; Weishaupt, Gnas 1998, 1. Aufl.
- Gott im Alltag; Weishaupt, Gnas 1997, 1. Aufl.
- Chronischer Himmel; Styria, Graz 1995.
- Fürbitten und Einführungsworte zu den Gedenktagen und Festen der Heiligen; Verl. Styria, Graz 1993.
- "50"; Kulturreferat der Landeshauptstadt, Graz 1991.
- Hülle mich ein; Styria, Graz 1988.
- Fange mich auf; Styria, Graz 1986.
- Sammle mich ein; Styria, Graz 1984.
- Selig die Zärtlichen; Veritas-Verlag, Linz 1982, 1. Aufl.

### Filme (Auszug)
Josef Fink hat ab 1975 bei zahlreichen Filmen des ORF mitgewirkt.
- Judas ist immer dabei; Bildmeditation zum Gründonnerstag; Erstsendung 15. April 1976, 21:45, ORF1 (15')
- Das Kreuz ist kein Zierrat; Erstsendung 16. April 1976, 20:00, ORF1 (15')
- Gibt es Gott?; Naturwissenschafter antworten; Erstsendung 22. Dezember 1978, 21:15, ORF1 (50')
- Lass uns nach Bethlehem gehen; Künstler suchen den Sinn von Weihnachten heute; Erstsendung 23. Dezember 1978, 21:55, ORF2 (50')
- Und er sah, dass es gut war; Die Schöpfung als spirituelle Ökologie; Erstsendung 16. April 1979, 18:45, ORF1 (20')
- Selig die Zärtlichen; Die Bergpredigt als politische Alternative; Erstsendung 1. November 1981, 18:30, ORF1, (30')
- Was ist der Mensch?; Woher kommen wir? Was sind wir? Wohin gehen wir?; Erstsendung 6. Jänner 1982, 18:00, ORF1 (60')
- Das etwas-wider-das-nichts; Worauf können wir hoffen?; Erstsendung 8. Dezember 1983, 22:10, ORF1 (45')
- Apokalypse – Visionen der Endzeit; Erstsendung 31. Mai 1984, 18:00, ORF1 (60')
- Die Frauen um Jesus; Erstsendung 8. Dezember 1984, 21:00, ORF2 (60')
- Die verweigerte Zärtlichkeit; Über die Schuld des Menschen am Tier; Erstsendung 4. Oktober 1985, 18:30, ORF2 (60')
- Was sollen wir tun?; Gedanken über Ethik, Moral und Gewissen; Erstsendung 3. Jänner 1988, 22:30, ORF1
- Wenn ich nur noch einen Tag zu leben hätte; Erstsendung 13. April 1990, 22:20, ORF2 (45')
- Wenn er heute käme; Gedanken zur Geburt Jesu; Erstsendung 24. Dezember 1990, 21:50, ORF2 (45')